# Seznam mest v Antigvi in Barbudi
Seznam mest v Antigvi in Barbudi vključuje deset največjih mest in drugih naselij v Antigvi in Barbudi, urejeno po številu prebivalcev.
1. St. John's (22.634)
2. All Saints (3.412)
3. Liberta (2.239)
4. Potter's Village (2.067)
5. Bolans (1.785)
6. Swetes (1.573)
7. Seaview Farm (1.486)
8. Pigotts (1.363)
9. Parham (1.276)
10. Clare Hall (1.273)